# Khu (Đài Loan)
Tại Đài Loan, Khu/quận (區, qu) là một loại đơn vị hành chính địa phương. Không giống với khu của Cộng hòa Nhân dân Trung Hoa bao gồm cả thành thị và nông thôn, mà lại giống với khu của Nhật Bản hơn, các khu/quận của Đài Loan là các đơn vị hành chính thành thị thuộc các thành phố trực thuộc trung ương hoặc thành phố trực thuộc tỉnh. Các khu/quận của Đài Loan chỉ tương đương với cấp hương trấn.
| Loại phân cấp | Thành phố trực thuộc trung ương | Thành phố trực thuộc trung ương | Thành phố trực thuộc trung ương | Thành phố trực thuộc trung ương | Thành phố trực thuộc trung ương | Thành phố trực thuộc tỉnh | Thành phố trực thuộc tỉnh | Thành phố trực thuộc tỉnh | Tổng |
| ------------- | ------------------------------- | ------------------------------- | ------------------------------- | ------------------------------- | ------------------------------- | ------------------------- | ------------------------- | ------------------------- | ---- |
| Tên           | Cao Hùng                        | Đài Bắc                         | Đài Nam                         | Đài Trung                       | Tân Bắc                         | Cơ Long                   | Gia Nghĩa                 | Tân Trúc                  | Tổng |
| Khu/quận      | 38                              | 12                              | 37                              | 29                              | 29                              | 7                         | 2                         | 3                         | 157  |

## Thành phố trực thuộc trung ương
| Thành phố Cao Hùng | Thành phố Đài Bắc | Thành phố Đài Nam | Thành phố Đài Trung | Thành phố Tân Bắc |
| --- | --- | --- | --- | --- |
| - A Liên - Cổ Sơn - Cương Sơn - Di Đà - Diêm Trình - Đại Liêu - Đại Thụ - Đại Xã - Đào Nguyên - Điểu Tùng - Điền Liêu - Gia Định - Giáp Tiên - Hồ Nội - Kiều Đầu - Kỳ Sơn - Kỳ Tân - Lâm Viên - Linh Nhã - Lộ Trúc - Lục Khưu - Mậu Lâm - Mỹ Nùng - Na Mã Hạ - Nam Tử - Nhân Vũ - Nội Môn - Phượng Sơn - Sam Lâm - Tả Doanh - Tam Dân - Tân Hưng - Tiền Kim - Tiền Trấn - Tiểu Cảng - Tử Quan - Vĩnh An - Yên Sào | - Bắc Đầu - Đại An - Đại Đồng - Nam Cảng - Nội Hồ - Sĩ Lâm - Tín Nghĩa - Trung Sơn - Trung Chính - Tùng Sơn - Vạn Hoa - Văn Sơn | - An Bình - An Định - An Nam - Bạch Hà - Bắc - Bắc Môn - Diêm Thủy - Đại Nội - Đông - Đông Sơn - Giai Lý - Hạ Doanh - Hậu Bích - Học Giáp - Ma Đậu - Liễu Doanh - Long Khi - Lục Giáp - Nam - Nam Hóa - Nam Tây - Ngọc Tĩnh - Nhân Đức - Quan Điền - Quan Miếu - Quy Nhân - Sơn Thượng - Tả Trấn - Tân Doanh - Tân Hóa - Tân Thị - Tây Cảng - Thất Cổ - Thiện Hóa - Trung Tây - Tướng Quân - Vĩnh Khang | - Bắc - Bắc Đồn - Đại An - Đại Đỗ - Đại Giáp - Đại Lý - Đại Nhã - Đàm Tử - Đông - Đông Thế - Hậu Lý - Hòa Bình - Long Tĩnh - Nam - Nam Đồn - Ngoại Bộ - Ngô Thê - Ô Nhật - Phong Nguyên - Sa Lộc - Thạch Cương - Thanh Thủy - Thái Bình - Thần Cương - Tân Xã - Tây - Tây Đồn - Trung - Vụ Phong | - Bản Kiều - Bát Lý - Bình Lâm - Bình Khê - Cống Liêu - Đạm Thủy - Kim Sơn - Lâm Khẩu - Lô Châu - Ngũ Cổ - Oanh Ca - Ô Lai - Song Khê - Tam Chi - Tam Hạp - Tam Trọng - Tân Điếm - Tân Trang - Thạch Đĩnh - Thạch Môn - Thái Sơn - Thâm Khanh - Thổ Thành - Thụy Phương - Thụ Lâm - Tịch Chỉ - Trung Hòa - Vạn Lý - Vĩnh Hòa |

## Thành phố trực thuộc tỉnh
| Thành phố Cơ Long                                                              | Thành phố Gia Nghĩa | Thành phố Tân Trúc       |
| ------------------------------------------------------------------------------ | ------------------- | ------------------------ |
| - An Lạc - Nhân Ái - Noãn Noãn - Tín Nghĩa - Trung Chính - Trung Sơn - Thất Đổ | - Đông - Tây        | - Bắc - Đông - Hương Sơn |

Trong khi các khu của Đài Bắc và Cao Hùng là đơn vị hành chính địa phương cấp 2, cùng cấp với thành phố trực thuộc tỉnh và huyện, thì các khu/quận của 5 thành phố còn lại là các đơn vị hành chính địa phương cấp 2, ngang với thành phố trực thuộc huyện, trấn, hương.